# Флоренс Єлдем
Флоренс Енні Єлдем (англ. Florence Annie Yeldham, 30 жовтня 1877 — 10 січня 1945 рр.) — британська шкільна вчителька історичної арифметики.
Вона підтримала ідею вивчати історію математики як мотивацію для вивчення арифметики.

## Біографія
Флоренс Єлдем народилася 30 жовтня 1877 року в Шкільному домі, Брайтлінг, Битва, Суссекс, донькою шкільного вчителя Томаса Елдхема, який згодом став шкільним інспектором, та його дружиною Елізабет Ен Честерфілд. Навчалася в школі дівчат Джеймса Аллена, Дулвіч. Поступила до коледжу Бедфорда, Лондонського університету, де закінчила атестацію в 1895 році. Йелдхем завершила бакалаврат (другий відділ) у 1900 році, обравши документи з чистої математики, експериментальної фізики та зоології.

## Кар'єра
Хоча їй не сподобалася чудова викладацька кар'єра, Єлдем сама писала книги. Вона створила свою першу друковану працю в 1913 році. До її творів належить історія про розрахунки в середні віки, Вчення про арифметику через 400 років, 1535—1935, Вивчення математичних методів. в Англії до тринадцятого століття та відсоткові таблиці. Її книги були високо оцінені, і вона містила довідковий матеріал, який був недоступний.
Єлдем стала жертвою хронічного артриту. Вона померла, перебуваючи в Metropolitan Convalescent Home на Уолтон-на-Темзі, Суррей, де вона провела останні шість місяців свого життя.